# Протозухії
Протозухії (Protosuchia) — група архаїчних вимерлих наземних крокодилів, що мешкали в мезозойську еру.

## Історія систематики
Архаїчних крокодилів вперше виділив в особливу групу угорський палеонтолог Ференц Нопча, який назвав їх прокрокодилами (Procrocodylia). Власне протозухії на той час майже не були відомі, і в групу прокрокодилів увійшли переважно теперішні сфенозухіди. Найменування «Protosuchia» архаїчні крокодили отримали після опису першого північноамериканського їх представника Protosuchus. Американський палеонтолог Альфред Ромер в 1960-і роки вважав, що сам Protosuchus — аберантна форма, яка надто глибоко еволюціонувала в бік наземного способу життя, щоб бути предком справжніх крокодилів, і встановив для «справжніх» предків новий підряд Archaeosuchia, в якому об'єднав рід Proterochampsa з середнього тріасу Аргентини з трьома маловідомими родами з верхнього тріасу Південної Африки та нижньої юри Китаю (родина Notochampsidae). Англійський палеонтолог Стіл в 1970-і роки для архаїчних крокодилів визнавав два окремих підряди — Protosuchia (сфенозухіди та протозухіди) й Archaeosuchia (нотохампсиди та протерохампсиди). Нині археозухій в особливий підряд зазвичай не виокремлюють.

## Морфологічні особливості

### Краніальний скелет

Череп крокодила Orthosuchus stormbergi

Протозухії — невеликі чотириногі ящери завдовжки 1-1,5 м. Протозухії зберігають довгі кінцівки, тому що, мабуть, це були переважно мешканці суші, але за загальним виглядом та конфігурацією черепа вони більше, ніж сфенозухії, нагадують сучасних крокодилів. Верхній скроневий отвір та преорбітальне вікно сильно редуковані. Тім'яні кістки зливаються за всією середньою лінією, а заочноямкова і задньолобна утворюють єдине скостеніння. Як і у сфенозухій, ікловидні зуби нижньої щелепи розташовані в заглибині між передщелепною та верхньощелепною кістками.
Піднебіння більш пластинковидне, ніж у сфенозухій, а піднебінні кістки складають частину вторинного піднебіння. У Protosuchus крилоподібні кістки пласкі та повністю злиті за середньою лінією, але в Notochampsa вони жолобчасті, що вказує на пролягання між ними вкритих м'ясистим вторинним піднебінням носових проходів до рівня горла. Квадратна кістка міцно з'єднана з бічною стінкою мозкової коробки. У Eopneumatosuchus можна бачити здебільшого сучасний тип пневматизації черепа.

### Посткраніальний скелет

Скелет нижньоюрського крокодила Protosuchus richardsoni

Посткраніальний скелет має доволі мало ознак, що відрізняють протозухій від сучасних крокодилів, за винятком неглибоко амфіцельних хребців протягом всього хребта. П'ята метатарсалія редукована до дрібного фрагмента. Коракоїд подовжений, хоча не настільки, як у сучасних крокодилів. Лобкова кістка не бере участь в утворенні вертлюжної западини, але все ж досягає її краю. Сідничні кістки розростаються вперед. Спинний панцер складається з парного ряду прямокутних пластинок.

## Поширення й спосіб життя
Протозухії поширені космополітично та відомі в Південній Америці (Hemiprotosuchus), Південній Африці (Notochampsa та Pedeticosaurus), Північній Америці (Stegomosuchus та Protosuchus) й Китаї (Dianosuchus).
Судячи з відомих викопних залишків, протозухії є чітко окресленою групою, що, мабуть, характеризувалася більш виявленим наземним способом життя, ніж сучасні крокодили, але була менш спеціалізованою для бігальної локомоції, ніж сфенозухії.
Тривалий час вважали, що всі протозухії мають верхньотріасовий вік, і це чітко відокремлює їх за часом від мезозухій, що з'явилися наприкінці нижньої юри. Сучасними палеонтологами визнається, що всі протозухії, за винятком Hemiprotosuchus, походять з покладів нижньої юри. Вони давніші за мезозухій, але, що важливіше, чітко відрізняються від них за місцем мешкання.
Всі протозухії відомі з покладів, які виразно свідчать про їх наземний спосіб життя, та тісно пов'язані з рештками динозаврів. Найдавніші мезозухії виявлені в морських покладах разом з іхтіозаврами та плезіозаврами та є спеціалізованими для харчування у воді й локомоції.